# Kingston (Georgia)
Kingston is een plaats (city) in de Amerikaanse staat Georgia, en valt bestuurlijk gezien onder Bartow County.

## Demografie
Bij de volkstelling in 2000 werd het aantal inwoners vastgesteld op 659.
In 2006 is het aantal inwoners door het United States Census Bureau geschat op 668, een stijging van 9 (1,4%).

## Geografie
Volgens het United States Census Bureau beslaat de plaats een oppervlakte van
2,1 km², geheel bestaande uit land. Kingston ligt op ongeveer 204 m boven zeeniveau.

## Plaatsen in de nabije omgeving
De onderstaande figuur toont nabijgelegen plaatsen in een straal van 20 km rond Kingston.